# Pantserafweerkanon

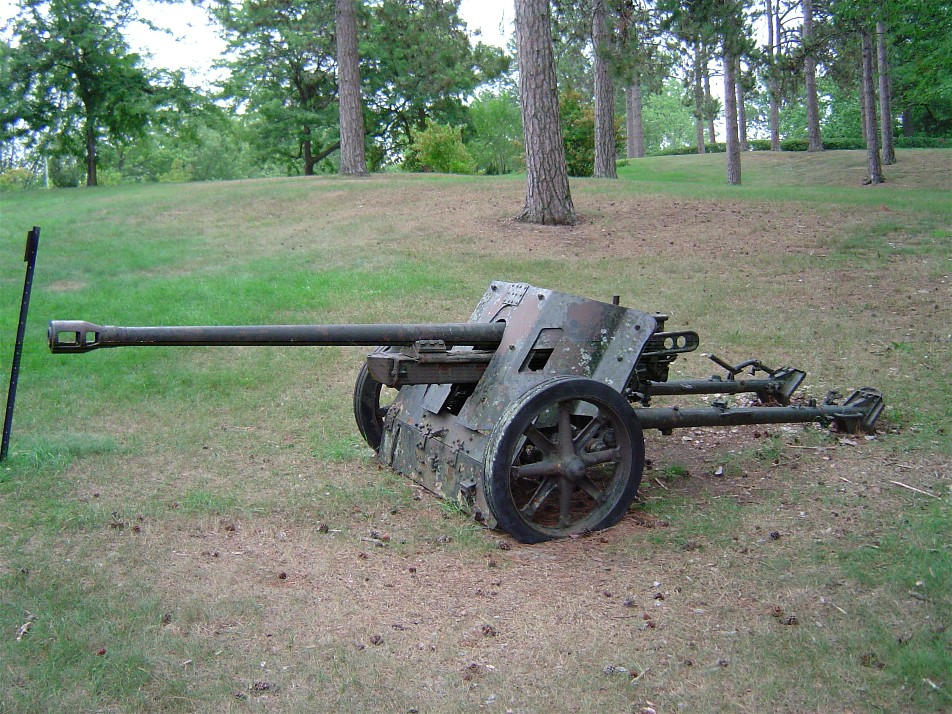
Een PaK 38 met een kaliber van 5,0 cm

PaK staat voor Pantserafweerkanon (oorspr. Duits: Panzerabwehrkanone). Hiermee worden wapens bedoeld die speciaal ontworpen zijn om tegen gepantserde doelen in te zetten. Een PaK is altijd een vlakbaanwapen, dat wil zeggen dat de granaat rechtstreeks op het doel geschoten wordt.
Om doorgebroken vijandelijke tanks te stoppen werden aanvankelijk gewone artilleriekanonnen ingezet (Eerste Wereldoorlog). Toen de bepantsering en wendbaarheid van tanks steeds verder toenam werd het noodzakelijk om voor dit doel een speciaal wapen te ontwikkelen.
Hoogtepunt van de inzet van PaK's was het oostfront tijdens de Tweede Wereldoorlog. De ontwikkeling en het kaliber van de kanonnen nam evenredig toe met de ontwikkeling van bepantsering aan vijandelijke zijde. Gebruikte de Wehrmacht in Polen 1939 nog kanonnen met een kaliber van 3,7 cm (PaK 35), aan het einde van de oorlog waren er reeds kanonnen met een kaliber van 12,8 cm in gebruik (PaK 80).